# Sant Roc (Badalona)
Sant Roc és un barri de Badalona (Barcelonès) que forma part del Districte VI juntament amb El Remei i Artigues. Limita amb els barris del Congrés, Gorg, El Remei, Artigues, Sant Mori de Llefià i amb la població de Sant Adrià de Besòs.
Segons les dades del padró municipal de 2013, el barri té una població de 13.729, dels quals 7537 (54,9%) són homes i 6192 (45,1%) són dones. La població del barri representa un 6,2% del total de Badalona. El percentatge d'immigració és important amb un 32,4% del total dels habitants del barri; per països, els més nombrosos són els pakistanesos amb gairebé un 20% del total d'immigrants, molt lluny dels segons en nombre, els marroquins, amb un 2,5%.

## Història
Històricament, els terrenys on avui s'assenta el barri de Sant Roc havien estat ocupats pels aiguamolls del riu Besòs, que a partir del segle xix són reconvertits en terres aptes per a l'agricultura. Va formar part de Llefià, que aleshores tenia uns límits molt més extensos, fins a l'any 1958, quan les terres d'aquesta zona i les del barri veí del Congrés són constituïdes com el barri del Regadiu, que com indica el seu nom, era un lloc dedicat a l'agricultura, sense cap mena d'edificació.
El barri es creà per allotjar els badalonins expropiats afectats per a la construcció de l'autopista C-31 i, també, els afectats per la riuada del Besòs del 1962. A més, també va ser mobilitzada la població que vivia a les barraques de Montjuïc i del Somorrostro als terrenys de Sant Roc. S'hi concentrava majoritàriament població d'ètnia gitana que comportà una sèrie de processos d'exclusió social relacionats amb el tràfic de drogues, un alt índex d'analfabetisme i, endemés, dificultats per trobar feina i, consegüentment, la manca de recursos econòmics. Va ser el polígon d'habitatges socials més gran construït a Badalona. El 1965 adopta el seu nom actual, que fa referència a sant Roc, copatró de Badalona. Inicialment només se li va donar a la promoció d'habitatges de l'Obra Sindical del Hogar, els quals són lliurats a partir de 1966.
Des dels setanta, els habitatges van començar a presentar problemes a causa de la baixa qualitat de la construcció, la major part d'ells van ser construïts amb ciment aluminós i tenien unes dimensions inferiors als 50 metres quadrats. A partir de 1976 les institucions públiques comencen a incloure a Sant Roc en una sèrie de programes per tal de rehabilitar-lo. El 1978 s'aprova el Pla Especial de Reforma Interior (PERI), que encara avui dia continua en execució. Des de 1998 en endavant s'enderroquen sistemàticament els edificis aluminosos i, en contrapartida, s'edifiquen nous habitatges amb una major alçada i superfície, que va permetre, a més, l'establiment de parcs i zones verdes entre els edificis. A més a més, també s'inclogueren programes per reformar i rehabilitar altres edificis del barri.
El 1980 es va reformar la divisió de barris de la ciutat i Sant Roc va abastar el polígon de l'Obra Sindical i, també, del Patronato de Viviendas de Renta Limitada, que s'havien anat construint des de l'any 1975. El barri ha estat inclòs en altres programes de tips social i urbanístic per reformar els carrers interior del barri, augmentar els equipaments i fomentar una millor integració de la població del barri, que compta, a més, amb un alt nivell d'immigració.

## Equipaments
- CEIP Lestonnac[4]
- Seu de l'Escola Oficial d'Idiomes a Badalona[5]
- Mercat de Sant Roc[6]

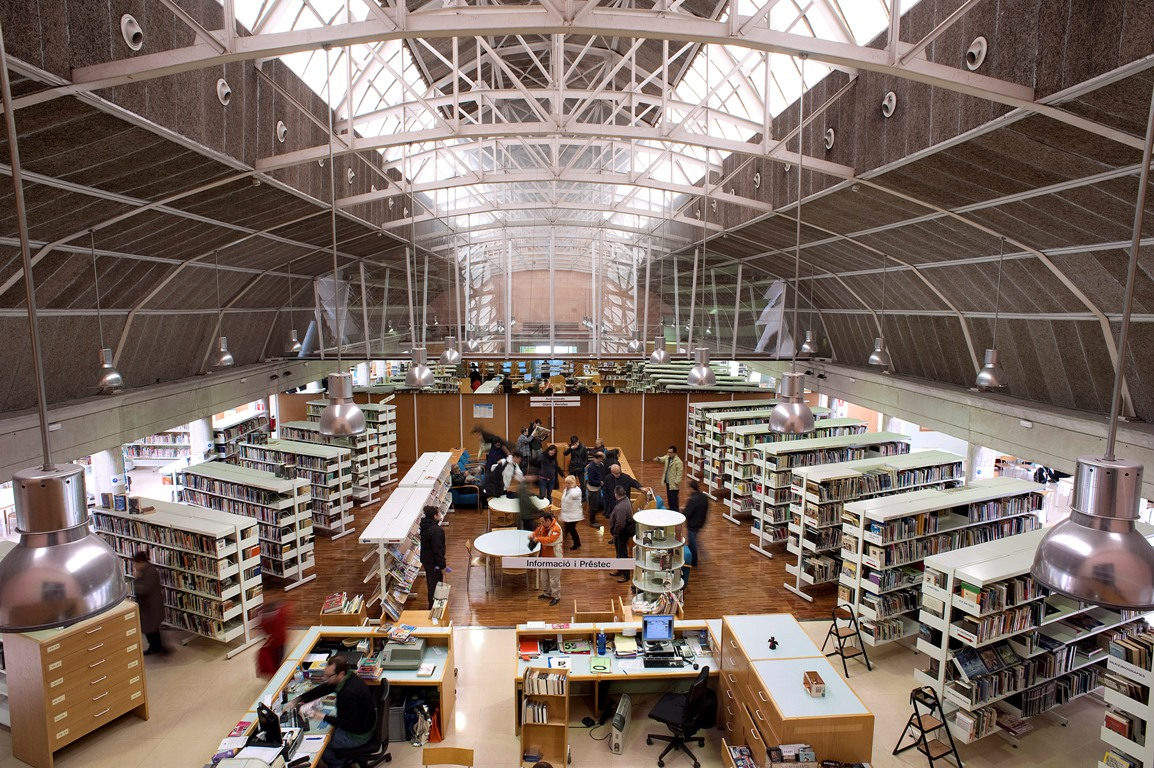
Biblioteca de Sant Roc

- Biblioteca de Sant Roc, inaugurada l'any 1995, a la primera planta de l'edifici del mercat.[7]

## Transport

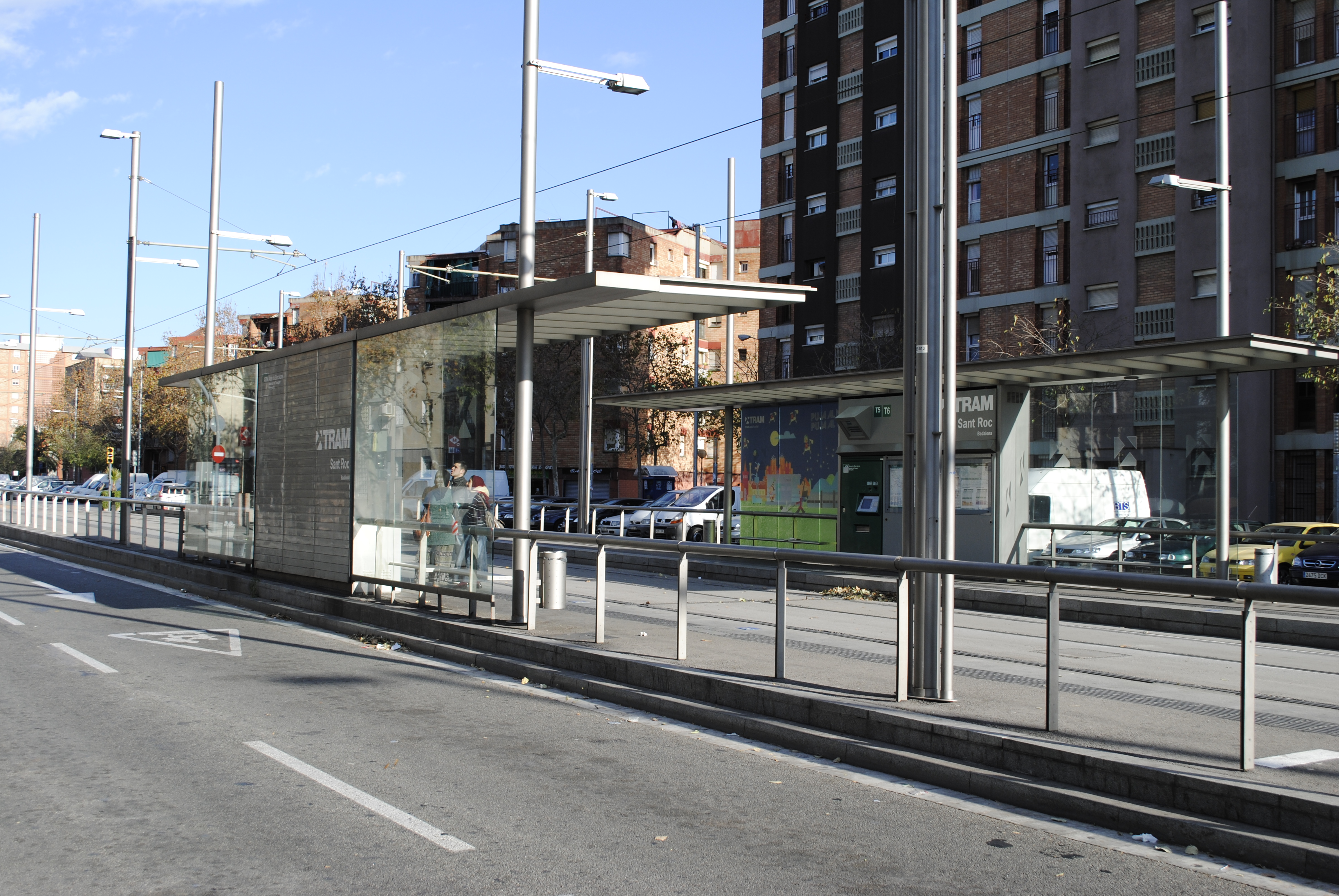
Estació de Sant Roc del Trambesòs.

El barri compta amb l'estació de metro de Sant Roc i les seves correspondències en les línies T5 i T6 del Trambesòs.
L'autopista C-31 travessa el barri pel mig i hi té la sortida de Badalona Sud.

## Veïns il·lustres
- Jorge Javier Vázquez Morales (1970), presentador de televisió.[9][10]
- Àlex Pastor López (1979), polític i ex-alcalde de Badalona.[11]